# 낙엽 (1968년 영화)
"낙엽"은 1968년 공개된 대한민국의 영화이다.

## 배역
- 신성일
- 문희
- 정민
- 이낙훈
- 태현실
- 방인자
- 유계선
- 석인수
- 나정옥
- 김웅
- 윤인자
- 임생출
- 김대영
- 김기범
- 김수천